# Ed McCaffrey
Pour les articles homonymes, voir McCaffrey.
(en) Statistiques sur pro-football-reference
Edward Thomas McCaffrey (né le 17 août 1968 à Waynesboro aux États-Unis) est un joueur professionnel de football américain qui évoluait au poste de wide receiver.

## Carrière NFL
McCaffrey fut drafté par les Giants de New York à la 83e position lors du 3e tour de la draft 1991 de la NFL. Au cours de ses 13 saisons dans la NFL, il remporta trois Super Bowls  (en 1995, 1998 et 1999) et fut invité au Pro Bowl en 1998. À Denver, il devint une des cibles privilégiées du quarteback John Elway. Il établit un record de réception en une saison pour la franchise — 101 réceptions en 2000 — et réussit une performance notable lors du Super Bowl XXXIII en réceptionnant 5 passes pour 72 yards de gain. En 2000 également et en compagnie de son coéquipier Rod Smith il fit partie du premier duo de wide receiver à réceptionner chacun 100 passes en une saison.
Le 10 septembre 2001, McCaffrey se fractura une jambe en réceptionnant une passe contre les Giants de New York. Il revint en 2002 avec de bonnes statistiques mais, en raison de blessures, prit sa retraite en 2004 après 565 réceptions pour 5 422 yards gagnés et 55 touchdowns.
Son fils Christian, né en 1996, est également joueur de football américain.

## Statistiques
| Année              | Équipe                 | MJ                 |     | Passes réceptionnées | Passes réceptionnées | Passes réceptionnées | Passes réceptionnées |       | Courses | Courses | Courses | Courses |
| Année              | Équipe                 | MJ                 | Nb. | Yards                | Moy.                 | TD                   | Nb.                  | Yards | Moy.    | TD      |         |         |
| 1991               | Giants de New York     | 16                 | 16  | 146                  | 9,1                  | 0                    | -                    | -     | -       | -       |         |         |
| 1992               | Giants de New York     | 16                 | 49  | 610                  | 12,4                 | 5                    | -                    | -     | -       | -       |         |         |
| 1993               | Giants de New York     | 16                 | 27  | 335                  | 12,4                 | 2                    | -                    | -     | -       | -       |         |         |
| 1994               | 49ers de San Francisco | 16                 | 11  | 131                  | 11,9                 | 2                    | -                    | -     | -       | -       |         |         |
| 1995               | Broncos de Denver      | 16                 | 39  | 477                  | 12,2                 | 2                    | 1                    | -1    | -1,0    | 0       |         |         |
| 1996               | Broncos de Denver      | 15                 | 48  | 553                  | 11,5                 | 7                    | -                    | -     | -       | -       |         |         |
| 1997               | Broncos de Denver      | 15                 | 45  | 590                  | 13,1                 | 8                    | -                    | -     | -       | -       |         |         |
| 1998               | Broncos de Denver      | 15                 | 64  | 1 053                | 16,5                 | 10                   | -                    | -     | -       | -       |         |         |
| 1999               | Broncos de Denver      | 15                 | 71  | 1 018                | 14,3                 | 7                    | -                    | -     | -       | -       |         |         |
| 2000               | Broncos de Denver      | 16                 | 101 | 1 317                | 13,0                 | 9                    | -                    | -     | -       | -       |         |         |
| 2001               | Broncos de Denver      | 1                  | 6   | 94                   | 15,7                 | 1                    | -                    | -     | -       | -       |         |         |
| 2002               | Broncos de Denver      | 16                 | 69  | 903                  | 13,1                 | 2                    | 2                    | 22    | 11,0    | 0       |         |         |
| 2003               | Broncos de Denver      | 12                 | 19  | 195                  | 10,3                 | 0                    | -                    | -     | -       | -       |         |         |
| Totaux en carrière | Totaux en carrière     | Totaux en carrière | 565 | 7422                 | 13,1                 | 55                   | 3                    | 21    | 7,0     | 0       |         |         |